# 신의 저울
《신의 저울》은 2008년 8월 29일부터 2008년 10월 24일까지 방영된 SBS 금요드라마이다. 전작 <달콤한 나의 도시>에 이어 프리미엄 드라마란 타이틀이 붙었으며 사법연수원을 배경으로 하고 있다.
이 작품을 끝으로 SBS 금요드라마가 잠정 폐지되었다.

## 기획 의도
사법시험 합격 전 살인 사건에 연루된 가난한 고학생 장준하가 사법연수원에서 우정을 쌓은 친구 김우빈과 갈등을 겪으면서 벌어지는 일을 그린 드라마

## 등장 인물

### 주요 인물
- 송창의 : 장준하(27세, 29세) 역 - 사법연수생, 검사
- 이상윤 : 김우빈(27세, 29세) 역 - 사법연수생, 변호사
- 김유미 : 신영주(25세, 27세) 역 - 사법연수생, 검사
- 전혜빈 : 노세라(23세, 25세) 역 - 사법연수생, 로펌 변호사
- 문성근 : 김혁재 역 - 서울중앙지검 특수1부장, 사법연수원 총괄교수, 대검중수부장

### 준하의 주변 인물
- 오태경 : 장용하(25세, 27세) 역 - 준하의 동생, 영업용 택시기사
- 연운경 : 강경댁 역 - 준하, 용하의 어머니
- 임효선 : 오은지 역 - 준하의 애인, 토킹바 알바생
- 이광수 : 오광철 역 - 은지의 오빠, 폭력배

### 우빈의 주변 인물
- 김서라 : 송여사 역 - 우빈의 어머니, 전업주부

### 영주의 주변 인물
- 맹상훈 : 신달수 역 - 영주의 아버지, 달수분식 사장

### 세라의 주변 인물
- 최용민 : 노주명 역 - 대한민국 최고의 로펌 신명의 오너 겸 대표 변호사, 세라의 아버지

### 그 외 주변 인물
- 송영규 : 문학범 역 - 사법연수생, 변호사
- 이혜은 : 고선아 역 - 사법연수원 형사재판 실무교수, 부장판사
- 김승욱 : 홍건표 역 - 김혁재의 수하 검사, 서울중앙지검 특수1부 부부장, 사법연수원 교수, 로펌 '신명' 송무팀장
- 장현성 : 정수영 역 - 김혁재의 수하 검사, 서울중앙지검 특수1부 부부장, 사법연수원 교수, 대검중수1과장
- 박충선 : 조 형사 역 - 관악경찰서 강력팀 형사
- 추상록 : 강 형사 역 - 관악경찰서 강력팀 형사
- 서호철

### 그 외 인물
- 성창훈 : 임득수 역 - 옥탑방 집주인의 아들
- 정민진 : 민태 역 - 우빈의 친구
- 구본임 : 옥탑방 집주인 역 - 임득수의 어머니
- 전일범 : 황보중의 비서 역
- 손선근 : JD그룹 본부장 역
- 정이안
- 육동일 : 우빈의 친구 역
- 김철홍 : 택시기사 역 - 장용하의 동료기사
- 손성택
- 단강호 : 서 계장 역
- 김희라 : 양씨 역
- 김홍수 : 중국집 사장 역
- 한춘일 : 민주하 변호사 사무실 직원 역
- 성인자 : 민주하 변호사를 만나러 온 여자 역
- ? : 부장판사실 계장 역
- ? : 초임 검사 역 - 장용하 사건 담당 검사
- 이성호 : 민주하 역 - 장용하 사건 담당 변호사
- 김대성 : 재판장 역 - 장용하 사건의 재판장
- 감서은 : 증거물과 직원 역
- 김광인 : 교도관 역
- 정흥석 : 눈치 역
- 한동환 : 증인 역
- 김부선 : 세라의 어머니 역
- 박규점 : 면접관 역

### 특별출연
- 송재호 : 황보중 역 - JD그룹 회장
- 박영태 : 최석영 역 - 검찰총장
- 박용수 : 윤태섭 역 - 서울중앙지검장, 청와대 민정수석

## 시청률
아래의 파란색 숫자는 '최저 시청률'이고, 빨간색 숫자는 '최고 시청률'입니다. 시청률조사회사와 지역별로 시청률에 차이가 있을 수 있습니다.
| 2008년      | 2008년      | 2008년         | 2008년         |
| 회차        | 방송일      | TNmS 시청률    | AGB 시청률     |
| 회차        | 방송일      | 대한민국(전국) | 대한민국(전국) |
| ----------- | ----------- | -------------- | -------------- |
| 제1회       | 8월 29일    | 6.6%           | 8.2%           |
| 제2회       | 8월 29일    | 10.9%          | 11.2%          |
| 제3회       | 9월 5일     | 7.7%           | 8.9%           |
| 제4회       | 9월 5일     | 10.1%          | 12.6%          |
| 제5회       | 9월 19일    | 9.9%           | 9.5%           |
| 제6회       | 9월 19일    | 13.3%          | 12.1%          |
| 제7회       | 9월 26일    | 9.0%           | 9.2%           |
| 제8회       | 9월 26일    | 11.3%          | %              |
| 제9회       | 10월 3일    | 11.3%          | 11.5%          |
| 제10회      | 10월 3일    | 13.8%          | %              |
| 제11회      | 10월 10일   | 11.0%          | 11.3%          |
| 제12회      | 10월 10일   | 13.8%          | 14.4%          |
| 제13회      | 10월 17일   | 11.1%          | 11.1%          |
| 제14회      | 10월 17일   | 13.5%          | 14.0%          |
| 제15회      | 10월 24일   | 12.1%          | 12.5%          |
| 제16회      | 10월 24일   | 15.5%          | 16.5%          |
| 평균 시청률 | 평균 시청률 | 11.3%          | 11.6%          |

## 결방
- 2008년 9월 12일 : 밤 9시 50분부터 추석특집 <매니저 사관학교 산전수전>[4], 11시 5분부터 추석특선영화 즐거운 인생 편성[5]으로 인해 결방

## 참고 사항
- 작가 유현미는 2004년 SBS <그린 로즈> 이후 4년만에 미니시리즈 집필을 맡았다.
- 당초 2008년 8월 8일 시작할 예정이었으나 올림픽 중계로 인해 같은 달 29일로 첫 회 방영일이 변경되었다.[6]
- <프리즌 브레이크>를 떠올리게 만드는 내용과 속도감 있는 전개에 긴장감을 놓칠 수 없었다는 평이 있었으나 경찰 수사 장면 등이 허술하며 빈틈이 있다는 지적을 받았다.[7][8]
- 유현미 작가는 제 21회 한국방송작가상 드라마 부문 수상의 영예를 안았다.[9] 역대 한국방송작가상 드라마 부문 SBS 수상작들(<모래시계, 은실이, 덕이)은 모두 SBS 자회사인 SBS프로덕션[10] 제작 작품이었으나, 해당 작품은 외주 제작사인 팬 엔터테인먼트 작품이었다.[11]